# ریک جی. جردن
ریک جی. جردن با نام اصلی هندریک اشتدلر (انگلیسی: Rick J. Jordan؛ زادهٔ ۱ ژانویهٔ ۱۹۶۸) یک موسیقی‌دان و مهندس صدا اهل آلمان است که بیشتر به‌دلیل فعالیت در گروه موسیقی هارد دنس آلمانی اسکوتر شهرت دارد.
وی در سال ۲۰۱۴ میلادی از این گروه جدا شد.